# Trutenbeek
Die Trutenbeek ist ein 2,3 km langer, rechter bzw. nordöstlicher Zufluss der Oder im Landkreis Goslar in Niedersachsen (Deutschland).

## Name
1747 wird der Bach als Truten-Beeck erstmals schriftlich genannt. Das Grundwort -beek bedeutet im Niederdeutschen „Bach“ und das Bestimmungswort leitet sich vom Personennamen Trute ab.

## Verlauf
Die Trutenbeek entspringt südwestlich von Braunlage auf etwa 580 m ü. NN ostsüdöstlich des Schloßkopfs. Ihre Quelle befindet sich nahe der B 27. Sie fließt entlang dieser Straße in überwiegend südwestlicher Richtung durch ein enges waldreiches Tal und mündet bei Oderhaus in den Rhume-Zufluss Oder.

## Verkehr
Begleitet wird die Trutenbeek vom Abschnitt Braunlage–Oderhaus der Bundesstraße 27. In dem engen Bachtal weist die Straße eine starke Neigung auf. Daher kam es früher – bei nicht ausreichender Winterbereifung – regelmäßig zu Unfällen, weshalb die Fahrspur in Richtung Braunlage zweispurig ausgebaut wurde, um liegengebliebene Fahrzeuge passieren zu können.